# Ozenx-Montestrucq
Ozenx-Montestrucq é uma comuna francesa na região administrativa da Nova Aquitânia, no departamento dos Pirenéus Atlânticos. Estende-se por uma área de 16,35 km². Em 2010 a comuna tinha 403 habitantes (densidade: 24,6 hab./km²).